# Luthereiche Langebrück

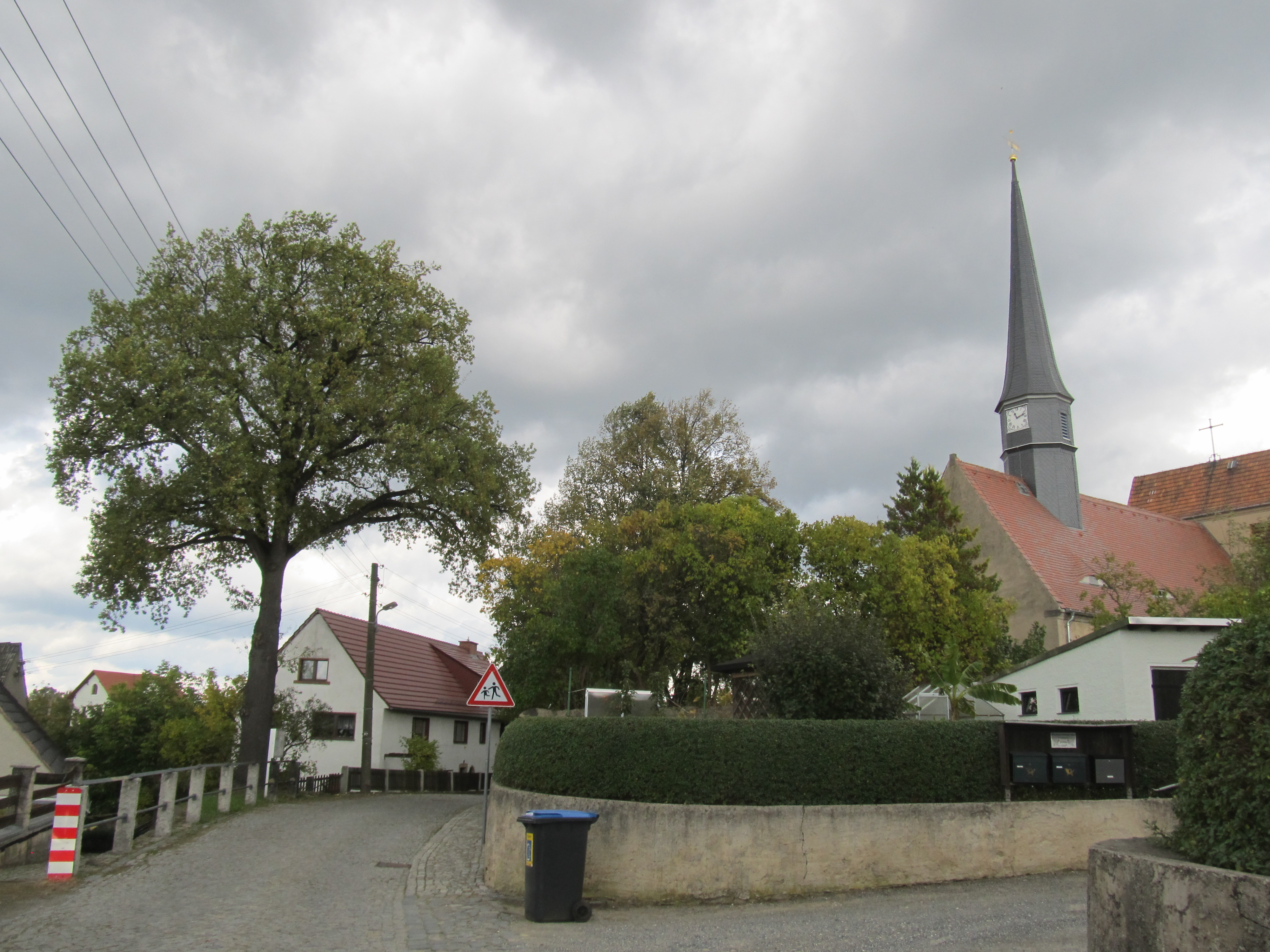
Luthereiche (links) und Langebrücker Kirche, Oktober 2017

Die Luthereiche Langebrück ist ein 1883 anlässlich des 400. Geburtstags des Reformators Martin Luther gepflanzter Gedenkbaum im Dresdner Stadtteil Langebrück. Die Stieleiche (Quercus robur) steht an der Kirchstraße 17, gegenüber dem an der Kirchhofsmauer befindlichen Eingang zur Langebrücker Kirche.

## Geschichte
Am Sonnabend den 10. November 1883, Luthers 400. Geburtstag, sind in Langebrück mehrere Lutherbäume gepflanzt worden, darunter eine Linde vor der Schule und diese Eiche vor dem Kirchentor. Am folgenden Tag hielt Pastor Friedrich Adolf Schubert nach dem Gottesdienst eine Weihrede, gefolgt von Liedern des Gesangvereins.
Im Laufe des 20. Jahrhunderts geriet das Wissen um die Pflanzung der Luthereiche allmählich in Vergessenheit. Im Vorfeld des 500. Reformationsjubiläums gab es Recherchen zu Lutherbäumen in Dresden, wodurch auch die Bedeutung dieses Baums „wiederentdeckt“ und durch ältere Einwohner bezeugt wurde. Der Vorschlag zur Aufstellung eines Gedenksteins wurde innerhalb von drei Monaten umgesetzt, die Enthüllung durch Pfarrerin Christiane Rau  erfolgte nach dem Gottesdienst am letzten Oktobersonntag 2017, zwei Tage vor dem Reformationstag.

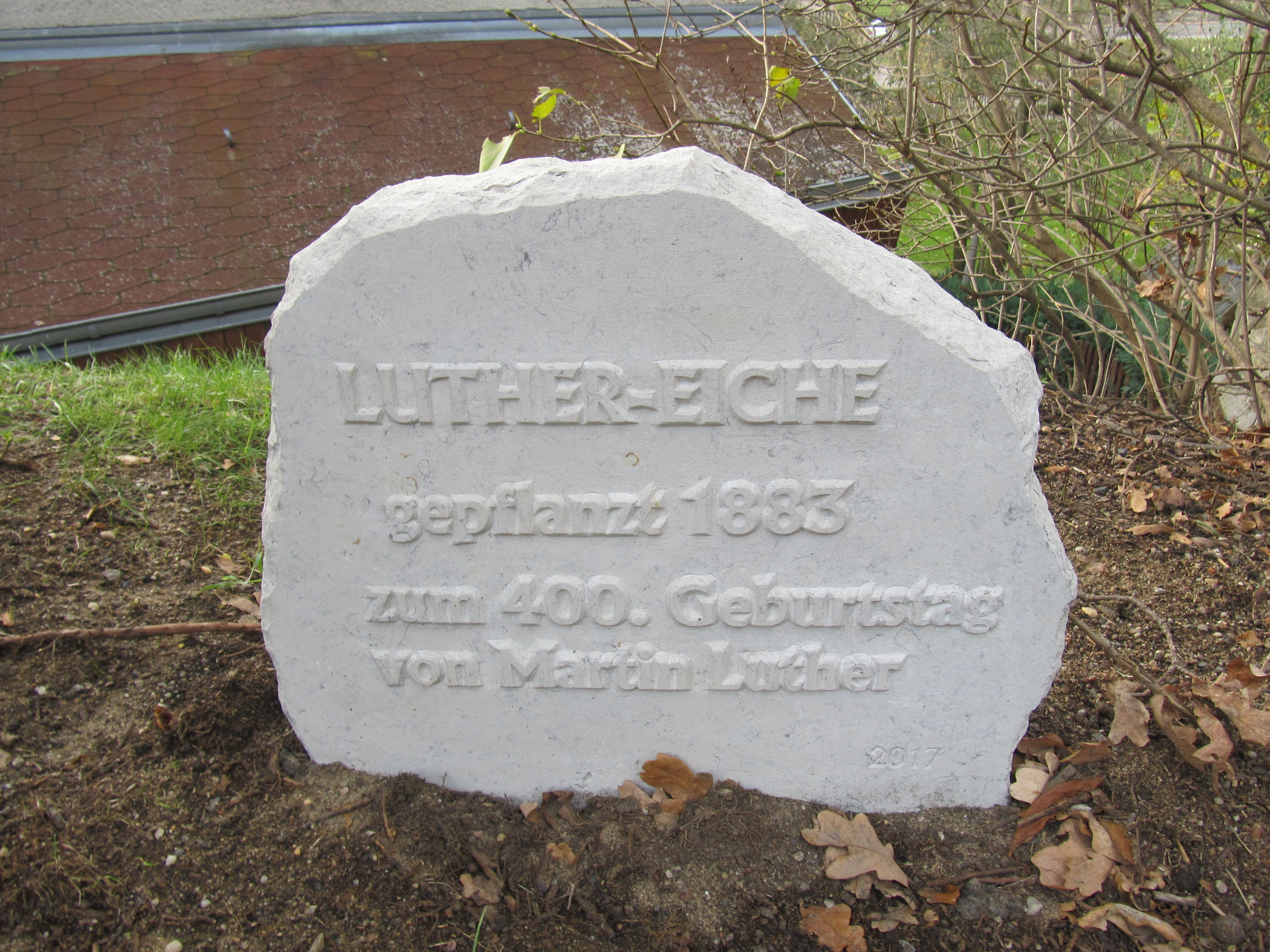
Im Oktober 2017 neben dem Baum aufgestellter Gedenkstein

Der weiße Stein trägt die Aufschrift
Luther-Eiche

gepflanzt 1883

zum 400. Geburtstag

von Martin Luther
und hat etwa 600 Euro gekostet. Der Ortschaftsrat Langebrück bewilligte 300 Euro, der Rest kam von der evangelischen Kirchgemeinde, der Ortsgruppe des Landesvereins Sächsischer Heimatschutz e. V. sowie Spenden.